# Nematopagurus
Nematopagurus is een geslacht van kreeftachtigen uit de klasse van de Malacostraca (hogere kreeftachtigen).

## Soorten
- Nematopagurus alcocki McLaughlin, 1997
- Nematopagurus australis (Henderson, 1888)
- Nematopagurus chanani McLaughlin, 2004
- Nematopagurus chauseyensis McLaughlin, 1998
- Nematopagurus crosnieri McLaughlin, 1998
- Nematopagurus diadema Lewinsohn, 1969
- Nematopagurus gardineri Alcock, 1905
- Nematopagurus helleri (Balss, 1916)
- Nematopagurus indicus Alcock, 1905
- Nematopagurus jacquesi McLaughlin, 2004
- Nematopagurus kosiensis McLaughlin, 1998
- Nematopagurus lepidochirus (Doflein, 1902)
- Nematopagurus lewinsohni Türkay, 1986
- Nematopagurus longicornis A. Milne-Edwards & Bouvier, 1892
- Nematopagurus meiringae McLaughlin, 1998
- Nematopagurus muricatus (Henderson, 1896)
- Nematopagurus ostlingochirus McLaughlin, 1997
- Nematopagurus ricei McLaughlin, 2004
- Nematopagurus richeri McLaughlin, 2004
- Nematopagurus scutellichelis Alcock, 1905
- Nematopagurus scutelliformis McLaughlin, 1997
- Nematopagurus spinulosensoris McLaughlin & Brock, 1974
- Nematopagurus spongioparticeps McLaughlin, 2004
- Nematopagurus squamichelis Alcock, 1905
- Nematopagurus tricarinatus (Stimpson, 1858)
- Nematopagurus vallatus (Melin, 1939)